# (36292) 2000 GX122
2000 جي أكس 122 (ويعرف أيضًا باسم (36292) 2000 جي أكس 122 وفق تسمية الكوكب الصغير) (بالإنجليزية: 2000 GX122)‏ هو كويكب ضمن حزام الكويكبات؛ وترتيبه 36292 من حيث الاكتشاف.
اكتُشف هذا الجُرم الفلكي بواسطة Charles W. Juels ‏ في 11 أبريل 2000.

## وصلات خارجية
- (36292) 2000 GX122 في قاعدة بيانات مختبر الدفع النفاث لأجرام النظام الشمسي الصغيرة

- الاكتشاف · مخطط المدار ·  العناصر المدارية · المعلمات المادية

- (36292) 2000 GX122 على موقع ويكي سكاي: DSS2, SDSS, GALEX, IRAS, Hydrogen α, X-Ray, Astrophoto, Sky Map, Articles and images